# Teodoro de Beza
Teodoro de Beza (em francês Théodore de Bèze ou de Besze; Vézelay (França), 24 de junho de 1519 – Genebra (Suíça), 13 de outubro de 1605) foi um teólogo protestante francês que desempenhou um papel importante no início da Reforma Protestante. Foi discípulo de João Calvino e o sucedeu na liderança da Igreja em Genebra.

## Biografia
Foi o autor da conhecida obra de teatro "Abraão sacrificando" (1552) que representa um dos últimos mistérios. As personagens são Abraão, Sara, Isaac, Satã, um anjo e um grupo de pastores.
Em 1554, publicou "De haereticis a civili magistratu puniendis", em latim, obra que, em 1560, foi publicada em Genebra em francês com o título: "Traité de l'Authorité du Magistrat en la punicion des héretiques et du moyen d'y proceder contre l'opinion de certains académiques qui par leurs ecrits soustiennent l'impunité de ceux qui sement des erreurs, et veulent exempter de la sujection des loix". Esta obra buscava justificar perante a opinião pública o uso da força e até da pena capital numa cidade onde as leis civis e espirituais estavam sob o mesmo comando.
Nessa obra, se manifestou contrário à tolerância religiosa com o argumento de que o soberano deveria ser o defensor da fé e, portanto, teria o direito de punir os hereges, quando o infiel colocasse em risco a integridade do Estado.
Tratava-se de uma resposta à Sebastião Castellion (1515-1563), que tinha escrito "Sobre os Hereges, se devem ser perseguidos", na qual criticou a punição aplicada contra Miguel de Servetto e defendeu a tolerância religiosa.
Em 1558, publicou a "Confissão da Fé".
Em 1574, após o Massacre da Noite de São Bartolomeu, que ocorreu no dia 23 de agosto de 1572, publicou: Du droit des magistrats sur leurs subjets (Do direito dos magistrados sobre seus sujeitos), obra na qual expôs os argumentos da licitude de se responder às tiranias de seu tempo com "remédios justos", privilegiando os instrumentos institucionais, previstos nas leis fundamentais de um reino, em detrimento da luta armada.
Essa obra já estava pronta para publicação em 1573, mas sua publicação foi proibida em Genebra, pois as autoridades temiam que a obra, que pretendia combater o absolutismo na França, pudesse incitar resistência às próprias autoridades daquela cidade. Por isso, somente em 1574, ocorre sua publicação, como obra anônima e com algumas alterações, na cidade francesa de Lyon.
Também foi autor do livro "A Vida e a Morte de João Calvino", em que escreve a biografia de seu mestre e antecessor, João Calvino.

## Do direito dos magistrados
A obra Du droit des magistrats (Do direito dos magistrados sobre seus súditos), publicada em 1574, é uma das mais importantes obras de caráter monarcomaquicos. A obra foi concebida a partir de um curso ministrado pelo autor e utiliza um esquema de dez questões que abrangem os assuntos ligados à resistência huguenote contra as perseguições religiosas promovidas pela monarquia absolutista francesa. As respostas às questões foram feita com base na Bíblia, na razão, na história, direito romano tradições feudais. Trata-se de questões encadeadas, de modo que as conclusões de cada questão têm forte relação com a próxima questão.
O tratado preocupa-se em estabelecer uma teoria da resistência ao tirano e pode ser considerado uma continuação de Franco-Gallia de François Hotman, obra publicada em 1573.
Beza acreditava que nenhuma nação se submeteria sem condições expressas ou tácitas de ser governada de acordo com a justiça e a igualdade. Uma submissão incondicional, mesmo quando concedida voluntariamente, seria tão contrária ao direito natural  que seria nula em sua legalidade. Portanto, deveria ser anulado todo o poder que se afastasse da equidade e da honestidade.
Sendo a aceitação do Rei um ato contratual do povo, esse mesmo povo deveria ter o direito de romper o contrato, ou seja: depor o Rei, desde que houvesse uma boa razão.
Um dos aspectos importantes da obra é sobre o controle que os magistrados inferiores e as Assembleias Gerais deveriam exercer sobre o magistrado superior (Rei) para evitar o exercício tirânico do poder. Esse processo deveria ocorrer de modo gradativo.
Beza menciona pensadores da antiguidade, tais como: Demóstenes, Lívio, Plutarco, Sêneca e Dionísio de Halicarno para fundamentar o direito de resistência à tirania.

### Questões
Em suma, pode-se dizer que:
1. Na primeira questão, indaga-se se deve-se obediências aos príncipes. A resposta é "sim", mas com a ressalva das ordens iníquas/imorais ou contra a verdadeira religião expressa na Bíblia;
2. Na segunda questão, indaga-se se o magistrado deve sempre explicar a equidade de suas ordens. A resposta é não;
3. Na terceira questão, indaga-se se como determinar se uma ordem é iníqua/imoral. A resposta é de que se trata de uma questão de vocação (chamado de Deus), geral e pública ou particular;
4. A quarta questão trata da hipótese na qual a vítima da iniquidade é o próprio indivíduo. A resposta é a de que cabe recurso ao magistrado superior;
5. Na quinta questão, indaga-se se os indivíduos podem recorrer às armas para combater a tirania por usurpação (no dizer de Beza: tirano de origem). A resposta é "sim" e inclusive trata da possibilidade de tiranicídio;
6. Na sexta questão, indaga-se se os indivíduos podem recorrer às armas para combater a tirania por emissão de ordens iníquas (no dizer de Beza: tirano manifesto). Nessa resposta ele elabora uma teoria contratualista, por meio da qual o poder do Rei é concedido pelo povo por um contrato e limitado por certas condições, que quando violadas tornam justa a sua deposição. Essa questão ocupa quase metade da obra;
7. Na sétima questão, indaga-se se como agir quando o poder do tirano impede a convocação da Assembleia dos Três Estados;
8. Na oitava questão, indaga-se como agir quando Rei oprime o povo com impostos excessivos;
9. Na nona questão, trata da possibilidade de aperfeiçoamento do contrato entre o povo e o Rei e, portanto, pode ser considerada uma complementação do que foi exposto na sexta questão;
10. Na décima questão, trata da possibilidade de combater, pela força das armas, as perseguições religiosas promovidas por um poder tirânico, trata-se de questão claramente voltada para a situação da época, na qual os huguenotes eram vítimas de perseguições promovidas por um Rei católico.[2]

## Publicações
- Edições Textuais Críticas do Novo Testamento

- Dialogi de praedestinatione, de coena sacra contra Io. Westphalium, Tilemannum Heshusium, Castellionem …
- Icones id est verae imagines virorum doctrina et pietate illustrium (Genebra 1580)
- Vita Calvini (1575)
- Histoire ecclésiastique des églises réformées au royaume de France, depuis l’an 1521 jusqu’en 1563 (Genebra 1580; atribuído a de Bèze)
- De iure magistratuum (1574). Erschienen Frankfurt 1608.